# 上格里福區
上格里福區（西班牙語：Grifo Alto），是哥斯達黎加的一個區，位於該國中部聖何塞省，始建於1910年，面積25.82平方公里，2011年人口1,182，該區人口密度每平方公里45.78人。